# Chomérac
 Chomérac  es una población y comuna francesa, ubicada en la región de Ródano-Alpes, departamento de Ardèche, en el distrito de Privas y cantón de Chomérac.

## Demografía
| 1550 | 1702 | 1686 | 1968 | 2306 | 2450 |
| Para los censos de 1962 a 1999 la población legal corresponde a la población sin duplicidades (Fuente: INSEE [Consultar]) |      |      |      |      |      |